# Wishmaster
Wishmaster (с англ. — «Властелин желаний») — третий студийный альбом финской симфоник-метал-группы Nightwish. Релиз состоялся 8 мая 2000 года на лейбле Spinefarm Records.
Альбом занял 1 место в финском чарте; в Европе альбом занял 21 место в немецком чарте и 66 место во французском чарте.

## Об альбоме
Музыка на Wishmaster несколько жёстче и монументальней, чем на предыдущих пластинках группы. В основном альбом состоит из однотипных, коротких (около 4 минут), быстрых и техничных композиций: «She Is My Sin», «The Kinslayer», «Wanderlust», «Wishmaster», «Crownless»; трёх более мелодичных вещей: «Deep Silent Complete», «Come Cover Me», «Bare Grace Misery»; двух лирических песен: «Two for Tragedy», «Dead Boy’s Poem» и завершающей альбом восьмиминутной композиции «Fantas Mic», состоящей из нескольких тем.
В этом альбоме более ярко выражена фэнтези-ориентированность. Присутствуют также эпические композиции — «Dead Boy’s Poem» и «FantasMic».
«The Kinslayer» — песня о массовом убийстве в школе «Колумбайн» американского штата Колорадо. В песне «Wishmaster» чувствуется влияние различных фэнтезийных произведений. Элберет она же Тинталле, Варда, Элентари, Гилтониэль — героиня произведения Толкина «Сильмариллион», валиэ, Владычица Звёзд. Лориен — эльфийское королевство в произведениях Толкина. Лотлориэн владения Галадриэль в средиземье. Но все же в песне, Лориэн означает имя вала Ирмо. Дело в том, что братьев Намо и Ирмо крайне редко называли по именам, их именами фактически стали название мест в которых они проживали. То есть Намо — это Мандос, Ирмо — Лориэн. Они же братья Феантури (хранители душ). «Shalafi» в переводе с языка эльфов из саги «Dragonlance» Трейси Хикмена и Маргарет Вейс означает «господин» (master), так же в песне упоминаются имена серебряной драконицы Сильвары, Эльханы Звездный Ветер — правительницы эльфов Сильванести, упоминается и «Последний Приют» — гостиница, в которой часто встречались герои Войны Драконов (с неё собственно и началось их влияние на Войну) в «Dragonlance», а также Сла Мори — подземелье, пройденное Героями Копья в ходе освобождения рабов Повелителя драконов Верминаарда. В то же время Последний приют (Last Home) может являться отсылкой к Ривенделу, дому Лорда Нолдор Элронда (в произведениях Толкина).
Обложка художника Маркуса Майера.

## Список композиций
Стандартное издание Spinefarm
|     | Песня                                  | Автор                              | Длина |
| --- | -------------------------------------- | ---------------------------------- | ----- |
| 1.  | «She Is My Sin»                        | Туомас Холопайнен                  | 4:46  |
| 2.  | «The Kinslayer» (feat. Ike Vil)        | Туомас Холопайнен                  | 3:59  |
| 3.  | «Come Cover Me»                        | Туомас Холопайнен и Эмппу Вуоринен | 4:34  |
| 4.  | «Wanderlust»                           | Туомас Холопайнен                  | 4:50  |
| 5.  | «Two for Tragedy»                      | Туомас Холопайнен                  | 3:50  |
| 6.  | «Wishmaster»                           | Туомас Холопайнен                  | 4:24  |
| 7.  | «Bare Grace Misery»                    | Туомас Холопайнен и Эмппу Вуоринен | 3:41  |
| 8.  | «Crownless»                            | Туомас Холопайнен и Эмппу Вуоринен | 4:28  |
| 9.  | «Deep Silent Complete»                 | Туомас Холопайнен                  | 3:57  |
| 10. | «Dead Boy’s Poem» (feat. Sam Hardwick) | Туомас Холопайнен                  | 6:47  |
| 11. | «FantasMic»                            | Туомас Холопайнен                  | 8:17  |
| 12. | «Sleepwalker» (бонус-трек)             | Туомас Холопайнен                  | 3:07  |

Ограниченное издание Nems
|     | Песня                                  | Автор                              | Длина |
| --- | -------------------------------------- | ---------------------------------- | ----- |
| 1.  | «She Is My Sin»                        | Туомас Холопайнен                  | 4:46  |
| 2.  | «The Kinslayer» (feat. Ike Vil)        | Туомас Холопайнен                  | 3:59  |
| 3.  | «Come Cover Me»                        | Туомас Холопайнен и Эмппу Вуоринен | 4:34  |
| 4.  | «Wanderlust»                           | Туомас Холопайнен                  | 4:50  |
| 5.  | «Two for Tragedy»                      | Туомас Холопайнен                  | 3:50  |
| 6.  | «Wishmaster»                           | Туомас Холопайнен                  | 4:24  |
| 7.  | «Bare Grace Misery»                    | Туомас Холопайнен и Эмппу Вуоринен | 3:41  |
| 8.  | «Crownless»                            | Туомас Холопайнен и Эмппу Вуоринен | 4:28  |
| 9.  | «Deep Silent Complete»                 | Туомас Холопайнен                  | 3:57  |
| 10. | «Dead Boy’s Poem» (feat. Sam Hardwick) | Туомас Холопайнен                  | 6:47  |
| 11. | «FantasMic»                            | Туомас Холопайнен                  | 8:27  |
| 12. | «Sleeping Sun» (Bonus track)           | Туомас Холопайнен                  | 4:05  |

2008 Spinefarm UK/US версия
|     | Песня                                          | Автор                              | Длина |
| --- | ---------------------------------------------- | ---------------------------------- | ----- |
| 1.  | «She Is My Sin»                                | Туомас Холопайнен                  | 4:46  |
| 2.  | «The Kinslayer» (feat. Ike Vil)                | Туомас Холопайнен                  | 3:59  |
| 3.  | «Come Cover Me»                                | Туомас Холопайнен и Эмппу Вуоринен | 4:34  |
| 4.  | «Wanderlust»                                   | Туомас Холопайнен                  | 4:50  |
| 5.  | «Two for Tragedy»                              | Туомас Холопайнен                  | 3:50  |
| 6.  | «Wishmaster»                                   | Туомас Холопайнен                  | 4:24  |
| 7.  | «Bare Grace Misery»                            | Туомас Холопайнен и Эмппу Вуоринен | 3:41  |
| 8.  | «Crownless»                                    | Туомас Холопайнен и Эмппу Вуоринен | 4:28  |
| 9.  | «Deep Silent Complete»                         | Туомас Холопайнен                  | 3:57  |
| 10. | «Dead Boy’s Poem» (feat. Sam Hardwick)         | Туомас Холопайнен                  | 6:47  |
| 11. | «FantasMic»                                    | Туомас Холопайнен                  | 8:27  |
| 12. | «Sleepwalker» (бонус-трек)                     | Туомас Холопайнен                  | 3:07  |
| 13. | «Wanderlust» (концертная/бонус-трек)           | Туомас Холопайнен                  | 4:33  |
| 14. | «Deep Silent Complete» (концертная/бонус-трек) | Туомас Холопайнен                  | 4:20  |

## Участники записи
- Туомас Холопайнен — композитор, синтезатор
- Эмппу Вуоринен — электро- и акустическая гитары
- Юкка Невалайнен — ударные и перкуссия
- Тарья Турунен — вокал
- Сами Вянскя — бас-гитара
- Ике Виль — мужской вокал в «The Kinslayer»
- Сэм Хардвик — голос мёртвого мальчика в «Dead Boy’s Poem»
- Esa Lehtinen — Флейта
- Matias Kaila — вокал (тенор)
- Kimmo Kallio — вокал (баритон)
- Riku Salminen — вокал (бас)
- Anssi Honkanen — вокал (бас)
- V. Laaksonen — Хор (дирижирование)

## Чарты
| Год  | Чарт                 | Позиция |
| ---- | -------------------- | ------- |
| 2000 | Finnish Albums Chart | 1       |
| 2000 | German Albums Chart  | 21      |
| 2000 | French Albums Chart  | 66      |

| Год  | Название               | Чарт                  | Позиция |
| ---- | ---------------------- | --------------------- | ------- |
| 2000 | «Deep Silent Complete» | Finnish Singles Chart | 3       |

## Сертификация
| Страна    | Статус  | И.     |
| --------- | ------- | ------ |
| Финляндия | Платина | [ 15 ] |